# Sabaka - Il demone del fuoco
Sabaka - Il demone del fuoco (Sabaka) è un film del 1955 diretto da Frank Ferrin.
È un film d'avventura statunitense con Nino Marcel, Boris Karloff e Lou Krugman.

## Produzione
Il film fu diretto, sceneggiato e prodotto da Frank Ferrin tramite la Ferrin e girato in cinque mesi a Mysore, in India. Il titolo di lavorazione fu  Gunga Ram.

## Distribuzione
Il film fu distribuito con il titolo Sabaka negli Stati Uniti dal 2 febbraio 1955 al cinema dalla United Artists. È stato distribuito anche con il titolo The Hindu.
Altre distribuzioni:
- in Italia (Sabaka - Il demone del fuoco)
- in Finlandia l'8 ottobre 1954 (Intian taivaan alla)
- in Danimarca (Elefantdrengen Gunga)
- in Grecia (I ekdikisis tou Indou)
- in Italia (Sabaka il demone del fuoco)
- in Brasile (Sabaka, O Demônio de Fogo)

## Promozione
La tagline è: "India's mightiest dramatic pageant!".